# 上位概念、下位概念、同位概念および同一概念

図解

上位概念、下位概念、同位概念および同一概念（じょういがいねん かいがいねん どういがいねん および どういつがいねん）では、上位概念、下位概念、同位概念、同一概念のそれぞれについて解説する。

## 概要
上位概念（英: Hypernymy）
ある言葉が、別の言葉を含む、より一般的、より総称的、より抽象的なものを指すときにいう。上位語（じょういご、英: Hypernym）とも呼ばれる。あるいは「アンブレラターム」（英: Umbrella Term）とも呼ばれる。
下位概念（英: Hyponymy）
上位概念と反対に、ある言葉が、別の言葉の指すもののうち、より特定の、より個別の、より具体的な一部のものを指すときにいう。下位語（かいご、英: Hyponym）とも呼ばれる。
同位概念（英: Co-Hyponymy）
ある言葉と別の言葉が、一方が他方の上位概念でも下位概念でもなく、またそれらが同一概念ではなく、それらに共通する上位概念があって、それらの具体的である程度がほぼ等しいと思われるときにいう。 同位語（どういご、英: Co-Hyponym）とも呼ばれる。
同一概念
同義語（英: Synonym）のことで、上記の三者とは別に、ある言葉と別の言葉が同じの意味を持つときにいう。

## 性質
ある言葉の上位概念は一つとは限らない。二つ以上あることもあるし、ないこともある。
ある言葉の下位概念は、必ずあるとは限らない。しかし、あるとするならば、二つ以上ある。もし、ある言葉の下位概念の言葉が一つしかないと思えることがあったら、その下位概念と思える言葉は、実は下位概念ではなく、同一概念の言葉である。
ある言葉の同位概念は、ある言葉の上位概念が存在するならば必ず一つ以上存在する。
ある単語が別の単語の上位概念であるとき、ある単語は別の単語の広義語、上位語である。そして、別の単語はある単語の狭義語、下位語である。
ある単語が別の単語の上位概念でも下位概念でもないとき、別の単語はある単語の上位概念でも下位概念でもない。このとき、ある単語と別の単語は互いに同義語であるか、または異義語であるか、のいずれかである。ある単語と別の単語とが互いに同位概念であるとき、ある単語と別の単語とは互いに異義語である。

## 例
- 文字は漢字の上位概念である。文字はひらがなの上位概念でもある。漢字もひらがなも文字の下位概念である。漢字はひらがなの上位概念でも下位概念でもない。ひらがなは漢字の上位概念でも下位概念でもない。漢字とひらがなの共通の上位概念として文字があるので、漢字とひらがなは同位概念と言い得る。ひらがなは発祥から考えれば、漢字の下位概念であり、この例は、ひらがなの発祥を理解している人間にとっては不適当である。
- 食物は野菜の上位概念である。野菜はピーマンの上位概念である。食物はピーマンの上位概念でもある。
- 文具ははさみの上位概念である。刃物もはさみの上位概念である。はさみは文具の下位概念でもあり、刃物の下位概念でもある。文具と刃物との関係は、一方が他方の上位概念である（一方が他方の下位概念である）という関係ではない。
- タイヤは自動車の下位概念ではない。タイヤは自動車の部品である。→メロニミー
- 自動車事故は自動車の下位概念ではない。自動車事故は自動車に関連する概念ではある。

## 集合
ある概念にあたるものの集合をAとすると、ある概念の下位概念にあたるものの集合は、集合Aの真部分集合である。また、ある概念の上位概念にあたるものの集合は、集合Aを包む集合である。

## オブジェクト指向プログラミング
オブジェクト指向プログラミングにおいて、ある概念を表すクラスの上位概念を表すクラスをそのクラスのスーパークラスという。また、下位概念を表すクラスをそのクラスのサブクラスという。